# The Simpsons 20th Anniversary Special – In 3-D! On Ice!
The Simpsons 20th Anniversary Special – In 3-D! On Ice! är en dokumentär som undersöker "fenomenet" av den animerade TV-serien Simpsons. Dokumentären sändes den 10 januari 2010 på Fox och regisserades av Morgan Spurlock. Liksom samtliga avsnitt av Simpsons, fick dokumentären en produktionskod, LABF21.
Dokumentären innehåller intervjuer med både skådespelare och fans av showen. Under produktionen meddelade Morgan Spurlock, att trots titeln så kommer dokumentären "mest sannolikt inte vara i 3-D eller på is".

## Handling
Dokumentären inleds med framförande av coverversioner av seriens ledmotiv, samtidigt som kända personligheter talar om hur Simpsons förändrat deras liv. Morgan Spurlock presenterar sedan sig själv och intervjuar Matt Groening, James L. Brooks och flera andra och pratar om hur Simpsons startade som The Simpsons Shorts på The Tracey Ullman Show och de fick erbjudandet om att göra en halvtimmes episoder. 
Morgan Spurlock besöker Portland, Oregon, som är inspirationen till staden Springfield, där han besöker den lokala kommunala skolan samt inspirationen till Krusty. Han berättar också hur Simpsons är inspirerad av Portland. 
Morgan Spurlock intervjuar en man med en tatuering av Milhouse och Tchad Rowland, mannen som har mest Simpsons tatueringar på ryggen. Morgan Spurlock besöker sen San Diego Comic-Con och träffar fansen där och anordnar en audition för att hitta de mest hängivna fansen. Morgan Spurlock besöker sen Glynne Williams i Storbritannien som har mest Simpsonsprodukter i världen, Morgan Spurlock intervjuar därefter Moby som har gjort tolkningar av Mr Plow-låten.
Morgan Spurlock diskuterar sedan några av de tillfällen då Simpsons har skapat kontroverser i USA. Som när George Bush ville att amerikanska familjer skulle vara "mer som Waltons och mindre som Simpsons”. Den katolska prästen, Bill Donohue är sårad av hur Simpsons mer än en gång har parodierat den katolska kyrkan. Morgan Spurlock besöker sedan kärnkraftverket i Port Gibson, Mississippi där han intervjuer handledaren i kontrollrummet och talar om felaktigheter i showen och myten om Blinky. 
Morgan Spurlock undersöker sedan hur populär Homer är i USA och vilken uppfattning människor utanför Amerikas har om amerikaner. Morgan Spurlock besöker även Buenos Aires, Argentina, där han besöker Duff-bryggeriet. Matt Selman berättar sedan om sin teori om Simpsons-popularitet. Morgan Spurlock frågar även fansen vad de lärt sig om familjens värderingar och romansen mellan Homer och Marge.
Morgan Spurlock visar sedan hur Simpsons har rest över hela världen och besöker Rio de Janeiro, Brasilien och intervjuar folk om sin skildring i avsnittet Blame It On Lisa. Han reser till Glasgow och Aberdeen i Skottland, som båda anser sig har kontakter med Groundskeeper Willie, baserat på Simpsoncalifragilisticexpiala(Annoyed Grunt)cious och Scuse Me While I Miss the Sky. 
Morgan Spurlock frågar produktionsledningen om hur världen skulle vara om inte Simpsons fanns, en fråga som besvarades av många intervjuade. Matt Groening redogör sina mål med Simpsons. Därefter visas en animerad sekvens från Springfield, där familjen Simpsons känner sig lurade. Homer är upprörd över att det inte var i 3D som utlovat, och Marge är upprörd över att det inte fanns några skridskoåkare. Därefter visas en kort 3D-glasögon, och vi ser skridskoåkare klädd som Simpsons. Därefter visas en sekvens där Comic Book Guys replik är "i liked it" istället för hans vanliga replik "Worst. Documentary. Ever.". Under sluttexten berättar Conan O'Brien om hur serien skulle kunna sluta.

## Produktionen

### Bakgrund
Under 2009 påbörjades produktionen, under firandet av 20-årsdagen av premiären av Simpsons, Fox meddelade att ett årslångt firande av Simpsons med titeln "Best. 20 år. Ever." skulle pågå mellan 14 januari 2009 och 14 januari 2010. I februari 2009 tillfrågdes Morgan Spurlock att göra en dokumentär om Simpsons. Morgan Spurlock accepterade erbjudandet och beskrev det som "det häftigaste jag någonsin skulle komma att göra i min karriär". Producenterna tillbringade flera månader för att bestämma innehållet och utformning av dokumentären. Planera var ursprungligen att sända dokumentären den 14 januari 2010, exakt tjugo år efter den första sändningen av Bart the Genius. Istället visades dokumentären 10 januari 2010 efter avsnittet Once Upon a Time i Springfield, som lanserades som den 450:de avsnittet av serien.

### Filmning
Dokumentären innehåller intervjuer med fans och besöker i ett antal länder, filmningen startade under Comic-Con 2009 i San Diego. för att finna "några av de mest super-fans som världen någonsin har sett". Morgan Spurlock, intervjuade allt ifrån mannen som odlade "Tomacco" (en blandning av tobak och tomat, baserad på avsnittet E-I-E-I-(Annoyed Grunt), till mannen med mest Simpsons-tatueringar och ett par som hade ett Simpsonsbröllop.
Den 12 augusti 2009, medverkade Spurlock i en Pacific Coast League baseballmatch mellan Albuquerque Isotoper och Tacoma Rainiers i Isotoper Park i Albuquerque, New Mexico.  namnet Albuquerque Isotoper är inspirerat av säsong 12 och avsnittet Hungry Hungry Homer, där Homer försök motarbeta Springfield Isotopers planer att flytta till Albuquerque.

## Mottagande
The Simpsons 20th Anniversary Special - I 3-D! On Ice! sågs ursprungligen av cirka 13 miljoner tittare. Dokumentären är nominerad till 2010:års Emmy Award för "Outstanding Nonfiction Special".